# Gottfried Weiss (Theologe)
Gottfried Weiss, auch Gottfried Weise und latinisiert Godofredus Albinus oder Godofredus Weissius, (* 6. Januar 1659 in Preußisch Holland, Herzogtum Preußen; † 9. Dezember 1697 in Lüneburg) war ein deutscher lutherischer Theologe und Hochschullehrer.

## Leben
Gottfried Weiss war der Sohn des Magisters, Rektors der Schule und späteren Bürgermeisters von Preußisch Holland, Crusio Albino (oder Weiss) und dessen Frau Anna Maria Radow, Tochter des Pastors Friedrich Radow (auch Radau) in Preußisch Mark und Liebwalde bei Saalfeld in Ostpreußen. Sein Onkel war der Rostocker Professor der Rechte Georg Radow.
Weiss besuchte ab dem 12. Lebensjahr die Schule in Tilsit und mit 14 das Kneiphöfische Gymnasium in Königsberg i. Pr. Am 14. Februar 1675 wurde er unter dem Rektor Christian Dreier an der Albertus-Universität Königsberg an der Juristischen Fakultät immatrikuliert, wo er sich zunächst der Philologie, Philosophie und Mathematik und dann der Theologie widmete.
Im Mai 1679 kam Weiss zum Theologiestudium an die Universität Rostock, wo er im Hause seines Onkels wohnte. Seine Lehrer an der Philosophischen Fakultät waren u. a. Michael Cobabus, Michael Siricius, Justus Christoph Schomer und August Varenius. 1681 promovierte ihn die Rostock Universität zum Magister liber. artium und er wurde am 11. Oktober an der Fakultät rezipiert.
1684 wurde er als Nachfolger von Johann Mantzel (1643–1716) zum rätlichen ordentlichen Professor der Griechischen Sprache ernannt und am 6. November eingeführt. Daneben hatte er ab 1685 das Amt des Diakons an der Nikolaikirche inne. 1690 und 1692 war er Rektor der Universität und zudem siebenmal Dekan der Philosophischen Fakultät. Am 3. August 1693 disputierte er an der Theologischen Fakultät für den Doktor der Theologie, die Promotion erfolgte erst am 18. April 1695.
1693 wurde Weiss als Superintendent nach Lüneburg berufen und dort am 31. Oktober 1693 in das Amt eingeführt.
Gottfried Weiss war seit 1685 verheiratet mit Margarethe Agnes Weidenkopf (1656–1726), der Tochter des Rostocker Ratsapothekers Georg Heinrich Weidenkopf und dessen Frau Agnes, geb. Scharffenberg. Weiss verstarb nach kurzer Krankheit im 39. Lebensjahr. Er hinterließ seine Witwe mit den fünf minderjährigen Kindern Katharina Agneta (1686–1760), Georg Friedrich, Gottfried, Johann Heinrich und Ludolph Friedrich (1695–1753). Eine weitere Tochter, Anna Margaretha, war bereits verstorben.